# Intégrales
Pour les articles homonymes, voir Intégral.

Intégrales est une œuvre orchestrale pour ensemble à vents et percussion d'Edgard Varèse. Composé de mars à décembre 1924 à Paris, cette pièce illustre le concept expérimental de la transcription musicale de phénomènes visuels. La création a lieu le 1er mars 1925 à New York sous la direction de Leopold Stokowski.

## Instrumentation
| Instrumentation de Intégrales |
| Bois |
| 2 piccolos, 1 hautbois, 2 clarinettes (mi bémol, si bémol) |
| Cuivres |
| 1 cor en fa, 2 trompettes (en ré, en ut), trois trombones (ténor, basse, contrebasse) |
| Percussion |
| triangle, cymbales (suspendue, chinoise), gong, tam-tam, grelots, chaîne de maillons, 3 block chinois, verges, fouet, grosse caisse caisse claire, caisse roulante, tambour de basque, tambourin à cordes, |

## Analyse de l'œuvre
1. Andantino
2. Allegro
3. Finale - Lento